# Jenő Gere
Pour les articles homonymes, voir Gere.
Jenő Gere est un ancien arbitre hongrois de football des années 1960. On peut aussi trouver comme prénom pour cet arbitre Gyula Gere.

## Carrière
Il a officié dans une compétition majeure : 
- Coupe intercontinentale 1964 (match retour)